# (3336) Grygar
(3336) Grygar – planetoida z pasa głównego asteroid okrążająca Słońce w ciągu 3 lat i 199 dni w średniej odległości 2,32 j.a. Została odkryta 26 października 1971 roku Hamburg-Bergedorf Observatory w Bergedorfie przez Luboša Kohoutka. Nazwa planetoidy pochodzi od Jiříego Grygara (ur. 1936), czeskiego astronoma. Przed nadaniem nazwy planetoida nosiła oznaczenie tymczasowe (3336) 1971 UX.